# Break.com
Break.com（原名 Big-boys.com）是成立於1998年的幽默网站，提供喜剧视频、flash游戏，及图片浏览等。首席执行官是基思·里奇曼（Keith Richman）。网站的目标受众是18-35岁的男子。